# 忠実な音楽の師

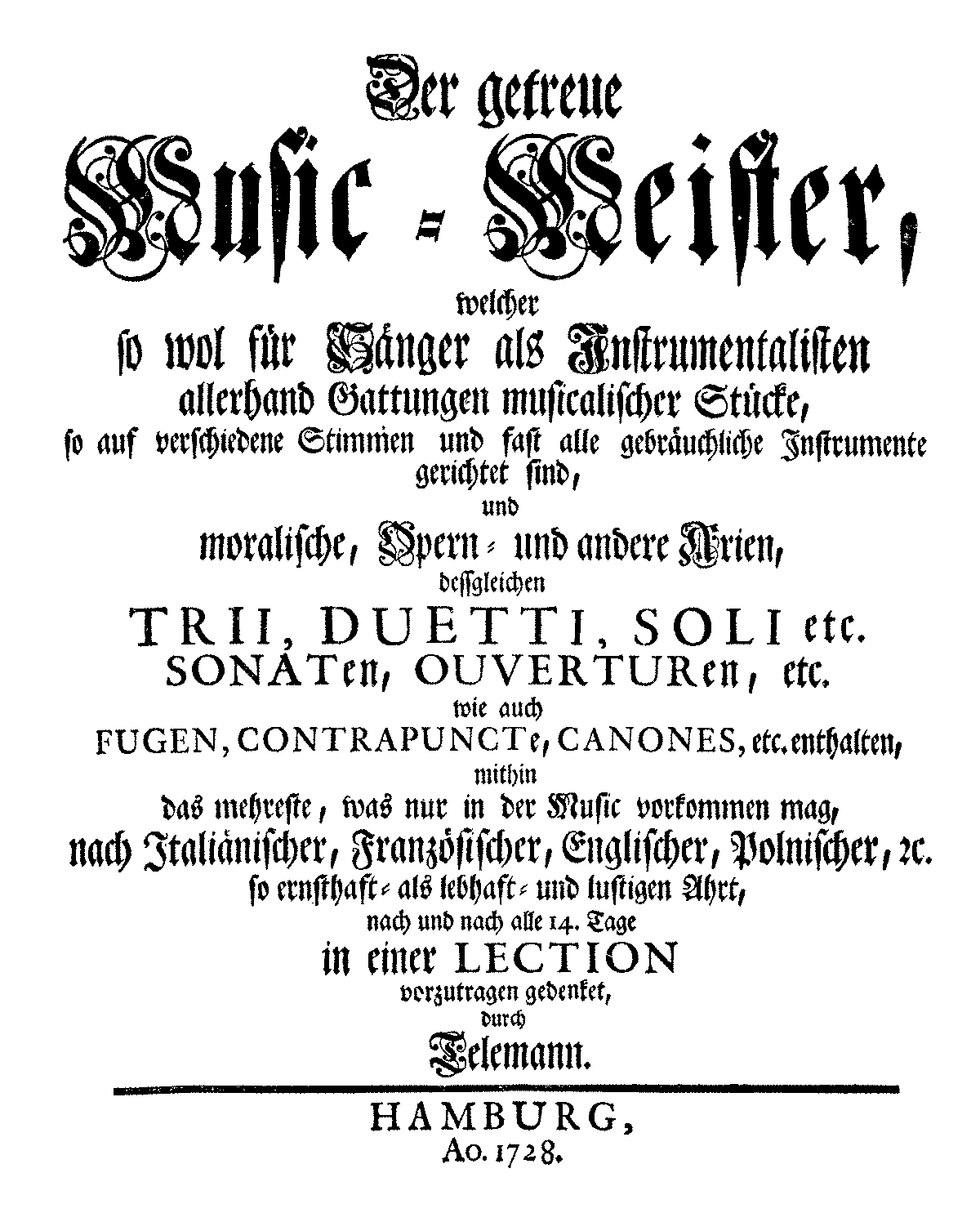
『忠実な音楽の師』の初版のタイトルページ（1728年）

忠実な音楽の師 (ちゅうじつなおんがくのし、独: Der getreue Musik-meister)は、ドイツの作曲家、ゲオルク・フィリップ・テレマンが1728年から1729年にかけて作曲した、様々な作品のための作品集である。

## 概要
作品は、テレマンが音楽愛好家を対象に2週間に一度、4ページずつ楽譜を届ける企画を1年間続けて出版された曲集であり、全25課、69曲からなる。

## 楽曲構成
作品のうち25曲が室内楽、16曲が自作のオペラからの抜粋、4曲がピアノ曲、4曲が練習の手引き、3曲が声楽、そして16曲が他人の作品からの引用である。

### 第1課
- ブロックフレーテ・ソナタ ヘ長調
- 歌劇「エマとエギンハルト（英語版）」からのアリア「愛については何も仰言らないでください」
- パルティータ ト長調
- ポロネーズ ニ長調

### 第2課
- 歌劇「エマとエギンハルト」からのアリア「あなたの心を取り消してください」
- メロディ楽器と通奏低音のための「冬」
- テレマンのソナチネの最初の小節によ若干の対位法的な変奏

### 第3課
- 組曲 ト短調
- 歌劇「サンチョ」からのアリア「純潔は天上的な光の中で輝いている」
- デュエット 変ロ長調

### 第4課
- 歌劇「サンチョ」からのアリア「あなたが愛するひとに口づけをするたびに」
- パストラル ニ長調
- ゼレンカ氏による14の転回をもつカノン「主よ、わが業を顧みたまえ」

### 第5課
- カプリッチョ ト長調
- アリア「奥様がた」
- チェロと通奏低音のためのソナタ ニ長調

### 第6課
- 歌劇「エマとエギンハルト」からのアリア「お忘れなさい自分自身を、私も最も美しい天使よ!」
- マリア ニ長調
- ウェーバー隊長殿のために進軍と退却 ヘ長調
- 「去り行く和音へのいくらかの突然の入場」

### 第7課
- 組曲 ニ長調
- 歌劇「サンチョ」からのアリア「甘いことば?心のこもった手紙の文句?」
- 愚か者 ホ長調

### 第8課
- パーレスク組曲とメントラーダ ニ長調
- 5つの送られてきた解答と主題とフーガ主題とカノン・ペルテトゥス
- カリヨン
- メヌエット

### 第9課
- デュエット 変ロ長調
- アリア「魅力あふれるかのひとの甘い追憶を」
- ファンタジア ニ短調
- 小曲 ホ長調

### 第10課
- 歌劇「イソップ」からのアリア「河よりも小川のほうが心楽しい」
- ナポリ人 ト長調

### 第11課
- 3声のイントロドゥツィオーネ イ長調
- J.V.ゲルナー氏によるパッサカリア ロ短調
- ファゴットと通奏低音のためのソナタ ヘ短調

### 第12課
- プレスト
- 歌劇「エマとエギンハルト」からのアリア「激怒しないで、やさしい目差しよ!」

### 第13課
- ジーグ イ短調
- 歌劇「この世はさかさま」からのアリア「毎朝恋をして、しかも安らかな男」
- 組曲 ニ長調

### 第14課
- 歌劇「イソップ」からの寓話「牡牛さん、お待ち!いや結構!」
- ラ・ポスト 変ロ長調

### 第15課
- 無伴奏ヴィオラ・ダ・ガンバ・ソナタ ニ長調
- 歌劇「カリュプソ」からの合唱「この愉しさは、いくえにも素晴らしい」
- 混乱したお祭り ハ長調
- 楽師長ムシュウ・シュミットによる5度下と4度上の3声のカノン

### 第16課
- 歌劇「エギンハルト」からのアリア「憩いの泉、快い温泉よ」

### 第17課
- オーボエと通奏低音のためのソナタ イ短調
- 小曲 ハ長調
- ソナタ ヘ長調
- カペルマイスター・バッハ氏による4声のカノン

### 第18課
- 歌劇「アエソプス」からのアリア「太鼓はブン、ブン、ブンと鳴り、トランペットはトラ、ラ、ラと鳴く!」
- バーレスク序曲 ニ短調
- ブロック・フレーテと通奏低音のためのソナタ ハ長調

### 第19課
- カンタータ「笑ったり、泣いたり、ふざけたり、すべては私にとって同じこと」
- ディルンスロット氏による4声のカノン

### 第20課
- デュエット ト長調
- 組曲 変ロ長調
- アリア「ためらわないで、愛する美しい人よ!」
- 3つの主題によるフーガ

### 第22課
- ソナタ・ダ・キエーザ ト短調
- シンフォニー ロ短調

### 第23課
- 歌劇「エマとエギンハルト」からの2声のアリア「私はあなたに従いて行きます」

### 第24課
- ソナタ ト長調
- ビツィーリア イ長調

### 第25課
- 歌劇「ベルサザール」からのアリア「あなたにこの身を捧げるべきだと」
- ジーグ イ長調